# Saleilles
Saleilles è un comune francese di 4 529 abitanti situato nel dipartimento dei Pirenei Orientali nella regione dell'Occitania.

## Società

### Evoluzione demografica
Abitanti censiti
Geografia [modifica]
Saleilles si trova a sud-est della città di Perpignan, a circa sette chilometri dal centro della città.
Fa parte dei ricchi sobborghi, residenziali e ricercate della città, grazie alla sua vicinanza con la città di Perpignan e il mare. Il villaggio è accessibile da Perpignan con giunto 3 del RD parkway 914 (ad esempio, su strada 114).
La città è attraversata dal Reart.